# Глинне (Слободзейський район)
Глинне (рос. Глиное; рум. Hlinaia) — село в Слободзейському районі в Молдові (Придністров'ї). Є центром сільської ради.
Кургани поблизу сіл Глинне та Чобручи містять захоронення скіфів. 
У селі проживає велика кількість етнічних українців (27,6%). 

## Історія
Станом на 1886 рік у селі Коротнянської волості Тираспольського повіту Херсонської губернії мешкало 1988 осіб, налічувалось 433 дворових господарства, існували православна церква, школа та 3 лавки, відбувались базари раз на 2 тижні.

## Відомі люди
- Лунгул Семен Васильович — радянський та молдовський композитор.
- Тодорашко Євгенія Федотівна — молдовська радянська акторка, Народна артистка Республіки Молдова.